# Ноллинг

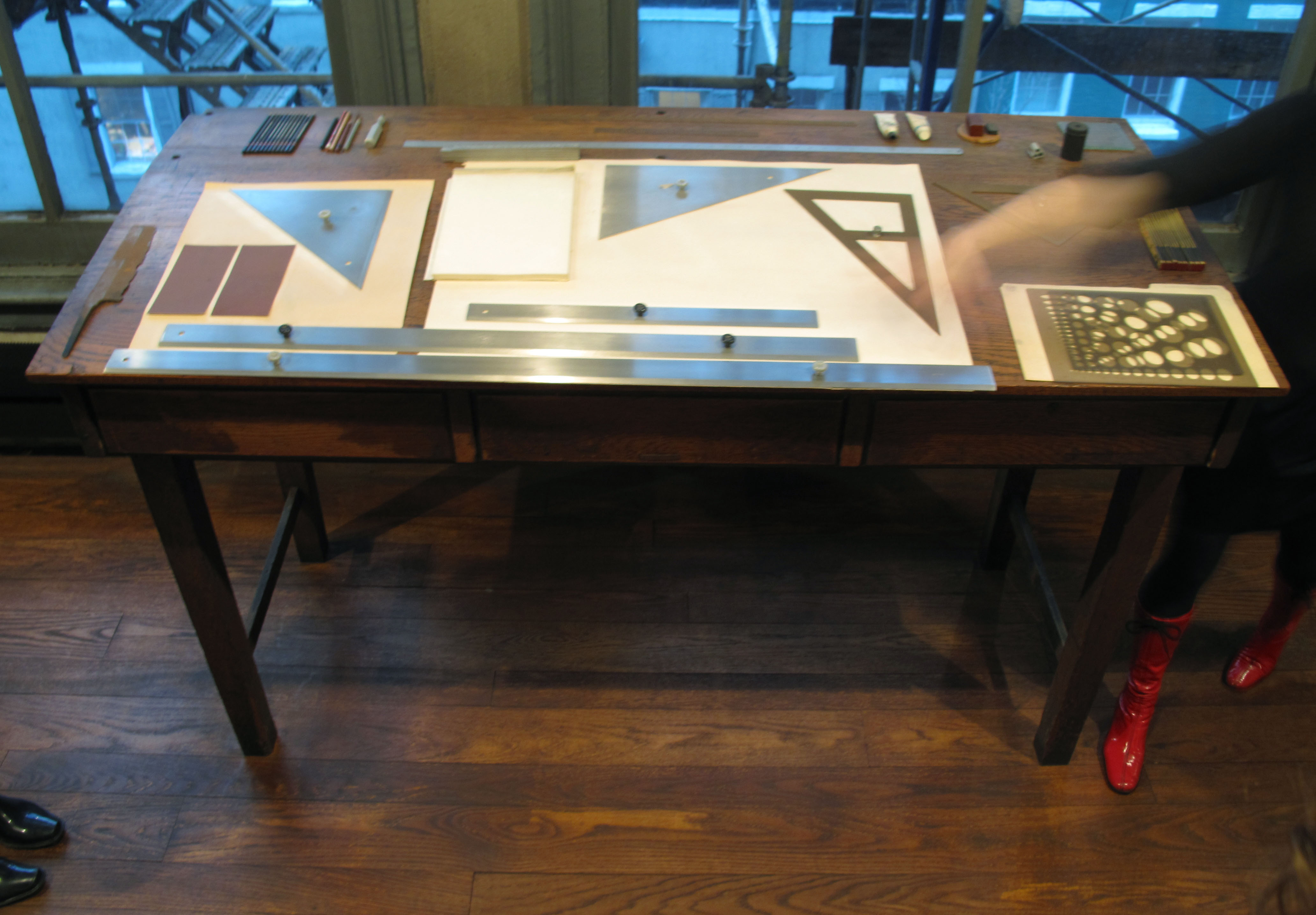
Стол в Нью-Йоркской студии Дональда Джадда. Этот стол является почти идеальным образцом ноллинга

Но́ллинг (англ. knolling) — метод организации пространства путём группировки схожих предметов и их выравнивания параллельно или под углом в 90 градусов.

## История
Термин впервые применил в 1987 году Эндрю Кромелов, уборщик в мебельной мастерской Фрэнка Гери. В тот момент Гери разрабатывал стулья для Knoll, компании, известной своей прямоугольной мебелью Флоренс Нолл. Эндрю раскладывал разбросанные инструменты под прямыми углами на всех поверхностях и называл этот процесс ноллингом, поскольку результат этих действий напоминал своим видом мебель Нолл. Результатом был порядок, который позволял работникам мастерской видеть все предметы сразу.
Американский скульптор Том Сакс проработал два года у Гери мастером и позаимствовал это слово у Кромелова. Ныне ноллинг стал неотъемлемой частью его творческого процесса. В своей студии Сакс использует в качестве мантры выражение «Always be Knolling» (сокращая его до ABK). Оно означает «Всегда ноллируй» и отсылает к фразе героя Алека Болдуина «Всегда закрывай» (т. е. «заключай сделку») — «Always be Closing» (сокращённо ABC). Алек Болдуин произносит её в кинокартине 1992 года «Американцы». Ещё шире фразу «Always be Knolling» Сакс раскрыл в руководстве для студии 2009 года «10 буллитов»:

БУЛЛИТ ВОСЬМОЙ: ALWAYS BE KNOLLING (ABK)
1. Прочеши пространство вокруг себя в поиске материалов, инструментов, книг, музыки и т. п. предметов, которые не используешь.
2. Убери всё, что не используешь. Если не уверен — отложи.
3. Сгруппируй схожие объекты.
4. Расположи все объекты параллельно или перпендикулярно поверхности, на которой они покоятся, или же самой студии.

Ноллинг присутствует в творчестве Сакса в таких работах, как Hardcore — шкаф, наполненный предметами, которые аккуратно расположены под прямыми углами. Им также давно владеет одержимость мебелью Нолл, наиболее очевидной в работах Knoll Loveseat and End Table (в Музее современного искусства Сан-Франциско) и Павильон Барселона, обе просто копии одноимённых предметов мебели Нолл.